# Rudi Šeligo
Rudi Šeligo (Sušak (Rijeka), 14 mei 1935 – Ljubljana, 22 januari 2004) was een Sloveens schrijver, toneelschrijver, essayist en politicus. Hij wordt samen met Lojze Kovačič en Drago Jančar tot de belangrijkste Sloveense modernistische schrijvers na de Tweede Wereldoorlog gerekend.

## Leven
Rudi Šeligo werd geboren in een Sloveens gezin in Sušak in wat destijds het Koninkrijk Joegoslavië was (tegenwoordig deel van de stad Rijeka in Kroatië). In 1939 verhuisde hij samen met zijn gezin naar de industriestad Jesenice in het noordwesten van Slovenië. Nadat hij zijn school had afgemaakt, ging hij enkele jaren als arbeider in de plaatselijke ijzerfabriek aan de slag. Vervolgens verhuisde hij naar Tolmin, waar hij zich liet omscholen tot leerkracht. In 1956 verhuisde hij opnieuw, dit keer naar Ljubljana, om filosofie en psychologie aan de Universiteit van Ljubljana te gaan studeren. Daar kwam Šeligo in contact met een groep jonge intellectuelen die men de Kritische Generatie noemt. Rudi Šeligo publiceerde een aantal kortverhalen in het alternatieve literaire tijdschrift Revija 57. Tegelijkertijd raakte hij bevriend met de dissidente intellectueel Jože Pučnik, waardoor hij getuige was van Pučniks arrestatie in 1958.
In 1960 studeerde Šeligo af aan de Universiteit van Ljubljana. In 1962 ging hij aan de slag als leerkracht in de School voor Sociologie en Arbeidsmanagement in Kranj. Šeligo bleef werken publiceren, vooral in het alternatieve tijdschrift Perspektive. Toen het tijdschrift door het communistische regime verplicht werd te stoppen, ging Šeligo in 'creatieve staking': twee jaar lang weigerde hij zijn werken te publiceren. Aan het eind van de jaren zestig begon hij samen te werken met de bekende literaire theoreticus en filosoof Dušan Pirjevec Ahac.
In 1987 behaalde Rudi Šeligo het diploma van magister in de esthetica. In datzelfde jaar werd hij verkozen tot voorzitter van de Sloveense Schrijversbond. Er brak een woelige sociale en politieke periode aan in de Sloveense maatschappij (de aanloop tot de Sloveense onafhankelijkheid) en Šeligo gebruikte zijn positie om de Sloveense Schrijversbond om te vormen tot een open platform waar de waarden van pluralisme en democratie werden gepromoot. Gaandeweg raakte hij politiek betrokken; zo was hij in 1989 een van de grondleggers van de Sloveense Democratische Bond. Bij de eerste vrije verkiezingen in Slovenië, in 1990, raakte hij verkozen voor het Sloveense parlement. Tussen 1990 en 1994 was hij voorzitter van de raad van bestuur van de Sloveense Radio en Televisie (RTVSLO). In 1994 stapte hij over naar de Sociaaldemocratische Partij van Slovenië. Tussen juni en november 2000 fungeerde hij als minister van Cultuur in de kortstondige regering van Andrej Bajuk. In deze korte periode stelde hij het zogenaamde 'nationaal programma voor cultuur' op, een uitvoerig document over de doelen van de Sloveense cultuurpolitiek, dat de basis zou vormen voor de cultuurpolitiek van alle volgende Sloveense regeringen. In 2001 werd hij lid van de Sloveense Academie voor Wetenschap en Kunst.
In 1989 kreeg Šeligo de Prešeren-prijs en in 2003 kreeg hij de Kresnikprijs voor Izgubljeni sveženj (De verloren bundel). Rudi Šeligo stierf in 2004 en ligt begraven op het kerkhof van Žale, het stedelijk kerkhof van Ljubljana.

## Werk
In de jaren vijftig was Šeligo een van de schrijvers die radicale avant-gardistische innovaties in de Sloveense literatuur introduceerde. Zijn in 1968 gepubliceerde kortverhaal Triptih Agate Schwarzkobler (Triptiek van Agata Schwarzkobler) wordt beschouwd als het eerste voorbeeld van reïsme in de Sloveense literatuur. Zijn vroege romans stonden onder invloed van de Franse nouveau roman en staan bekend om hun lange beschrijvingen en een antipsychologische houding.

### Proza
- Stolp, De toren, 1966
- Kamen, Steen, 1968
- Triptih Agate Schwarzkobler, Triptiek van Agata Schwarzkobler, 1968
- Ali naj te z listjem posujem, Of ik jou met bladeren zou bestrooien, 1971
- Poganstvo, Heidendom, 1973
- Rahel stik, Een zachte aanraking, 1975
- Molčanja, Het zwijgen, 1986
- Prehajanja, Begrip, 1991
- Demoni slavja, De feestdemonen, 1997
- Izgubljeni sveženj, De verloren bundel, 2002

### Toneelstukken
- Čarovnica iz zgornje Davče, De tovenares uit Opper-Davče, 1977
- Lepa Vida, Mooie Vida, 1979
- Svatba, Het huwelijk, 1981
- Ana, 1984
- Slovenska savna, De Sloveense sauna, 1987
- Volčji čas ljubezni, Liefdestijd van de wolven, 1988
- Razveza ali sarmatska kri, De scheiding of het Sarmatisch bloed, 1995
- Kamenje bi zagorelo, Het gesteente zou ontbranden, 2000